# Leonor Espinosa
Leonor Espinosa de la Ossa (Cartagena, Bolívar, Colombia; 12 de enero de 1963) es una chef, escritora, empresaria y presentadora colombiana.
En 2022 obtuvo el premio a la mejor chef femenina del mundo, según el listado The World's 50 Best Restaurants que elabora la revista británica Restaurant.

## Biografía
Es la segunda de los seis hijos de Juan Antonio Espinosa y Josefina de la Ossa, oriundos de Sincé, un municipio ubicado en la sabana del departamento de Sucre en el Caribe colombiano. Creció y vivió en Cartagena, Bolívar desde los 5 años de edad. En su juventud realizó estudios de Economía y Bellas Artes. En la década de 1990 se mudó a Bogotá y se dedicó a la publicidad. En 1998 se interesó por la culinaria, «adentrándose en las comunidades colombianas mediante la investigación y el aprendizaje empírico de las técnicas, preparaciones e ingredientes tradicionales».

## Participaciones en la televisión
- Reality Mesa para Trece (Canal 13, 2022).[7]
- Reality La prueba (Caracol Televisión, 2015).[8]
- Programa de cocina Nueva Cocina Colombiana (El Gourmet, 2007, 2008, 2009).[9]
- Programa de cocina Saboreando Colombia (El Gourmet, 2011).[10]

## Publicaciones
- Leo El Sabor (Editorial Planeta, 2015).[11] ISBN 978-958-42-4994-4.
- Lo que cuenta el caldero (Editorial Grijalbo, 2018). ISBN 9789585464353.

## Premios y reconocimientos
- Mejor chef del mundo por The World's 50 Best Restaurants.[4]
- 50 mujeres poderosas Forbes 2022, por la revista Forbes.[12]
- The World's Greatest Places 2018 por la revista Time.[13]
- Premio Basque Culinary World Prize.[14]
- Mejor chef mujer de América Latina 2017.[15]
- Premio Mejores Líderes 2015 por la revista Semana.[16]